# تويوغ
تويوغ هو شكل كلاسيكي من أشكال الشعر في آسيا الوسطى موجود في الشعر التركي الكلاسيكي. ومن بين الشعراء الذين استخدموا هذا الأسلوب علي شير نافائي وجادائي [الإنجليزية]
، وكلاهما كتبا باللغة الجاغاتية.